# 陈斯德
陈斯德（1910年—1989年9月14日），海南省琼中黎族苗族自治县中平镇南茂村人，中华人民共和国政治人物。
担任苗族首领。广东省民族委员会委员、海南黎族苗族自治州副州长。1949年3月，任琼崖少数民族自治区副主席。1954年，当选第一届全国人民代表大会代表。1989年9月14日在通什病逝。